# Еремия Българов
Еремия Петров, нарекъл се сам Българов, е български революционер, участник в Четата на Хаджи Димитър и Стефан Караджа.

## Биография
Роден е в 1836 или 1837 година в семейството на Петър и Станка Ангелови от село Медковец, Ломско. Баща му бил близък другар, съратник и знаменосец на войводата Иван Кулин. Майка му, Станка е сестра на Иван Кулин. Еремия учи в Лом при Кръстю Пишурка, а след завършване на класното училище около 1854 година е изпратен да продължи образованието си в Белград. Няма много данни за живота му до 1867 година. Вероятно е участвал в Първата българска легия, а след това е в продължение на четири и половина години до 14 юни 1867 година подофицер в Сръбската армия. През 1867 година участва в сформирания от Любен Каравелов революционен комитет в Белград. През лятото комитетът организира Зайчарската чета с войвода Иван Кулин и военен командир племенникът му Еремия Българов. Младият революционер извършва трескава дейност по набиране на доброволци, пари и оръжие. Сигурни в дружелюбното отношение на сръбските власти, четниците свободно се събират край сръбско-турската граница, но преминалата границата част от четата е посрещната и обстрелвана от многолюдни вражески сили. Положението се усложнява от предателското поведение на сръбските погранични части, които обстрелват четниците в гръб. Еремия Българов е арестуван и съден. След като излежава четиримесечната си присъда, се прехвърля в Румъния. Не след дълго се присъединява към четата на Хаджи Димитър и Стефан Караджа и е включен в нейния щаб. Според Филип Симидов загива в сражението при Вишовград, а според други източници – на Бузлуджа.